# Viharniki
Viharniki (znanstveno ime Procellariidae, iz latinske besede procella - »vihar«) so družina do 85 cm velikih galebom podobnih ptic. Z okoli 50 vrstami naseljujejo vsa svetovna morja. So prebivalci odprtega morja, ki pridejo na kopno le v času gnezdenja. Gnezdijo v velikih kolonijah na otokih in čereh.

## Nekatere znane vrste
- Ledni viharnik (Fulmarus glacialis) je velik okoli 50 cm. Živi v arktičnih in hladnih območjih zmernega pasu. Podobno kot galeb je svetlo obarvan. Jadra tik nad valovi, pogosto spremlja ribiške ladje.
- Kapski viharnik (Daption capensis) je velik okoli 40 cm. Razširjen je nad južnimi morji. Ima črno glavo, črni belo lisasto zgornjo stran in belo spodnjo stran telesa.
- Rumenokljuni viharnik (Calonectris diomedea) je velik 45–53 cm. Zgoraj je sivo rjav, spodaj je bel, kljun pa je rumen.

V Sloveniji najpogostejši viharnik je sredozemski viharnik (Puffinus yelkouan), ki je gnezdi na odmaknjenih otokih in čereh Sredozemskega morja, v Jadranskem morju pa gnezdi le v južnem Jadranu.